# Max Rosenfelder
Maximilian Rosenfelder, né le 10 février 2003 à Fribourg-en-Brisgau en Allemagne, est un footballeur allemand qui évolue au poste de défenseur central au SC Fribourg.

## Biographie

### Carrière en club
Rosenfelder commence sa carrière dans les rangs des jeunes du Sportfreunde Eintracht Freiburg (en) avant de rejoindre le SC Fribourg en 2014.
À l'été 2021, alors qu'il s'apprête à démarrer la saison avec les U19, il rejoint finalement l'équipe réserve du club qui vient d'être promue en troisième division allemande. Il s'impose rapidement comme pilier de la défense centrale de cette équipe mais se blesse en automne, ce qui l'éloigne des terrains jusqu'en avril 2022. Malgré deux nouvelles blessures en début de saison, il dispute 21 matchs lors de la saison 2022-2023, au cours de laquelle la réserve de Fribourg termine deuxième du championnat. À l'aube de la saison 2023-2024, Rosenfelder rejoint officiellement l'équipe première, mais est absent dès le début de la saison en raison d'une tendinopathie patellaire. Il ne fait son retour qu'en mars 2024 en effectuant au passage ses débuts en équipe professionnelle lors d'un match amical contre l'équipe suisse du FC Saint-Gall. En troisième division, il fait son retour dans l'équipe lors de la 35e journée lors d'un match contre le SSV Ulm.
Lors de la saison 2024-2025, il obtient la confiance du nouvel entraîneur Julian Schuster avec l'équipe première et participe à plusieurs matchs amicaux de pré-saison. Lors du premier match officiel, en DFB-Pokal contre le VfL Osnabrück, Rosenfelder fait ses débuts en équipe première. Une semaine plus tard, il dispute son premier match de Bundesliga dès la première journée, lors d'une victoire 3-1 à domicile contre le VfB Stuttgart.

### Carrière internationale
En parallèle de son développement en club, il passe également par les catégories jeunes de la sélection allemande, à commencer par les moins de 16 ans en 2018. En 2021, il est appelé avec les moins de 18 ans pour la première fois par Hannes Wolf.
Il faudra néanmoins attendre août 2024 pour qu'Antonio Di Salvo le convoque avec les espoirs, avec qui il joue pour la première fois lors d'une victoire 5-1 contre Israël. Il est même buteur lors d'une victoire 10 à 1 face à l'Estonie dans le cadre des éliminatoires de l'Euro espoirs 2025.

## Palmarès

### En sélection
Allemagne espoirs
- Championnat d'Europe
  - Finaliste en 2025